# Musikjahr 1746
Liste der Musikjahre

◄◄ | ◄ | 1742 | 1743 | 1744 | 1745 | Musikjahr 1746 | 1747 | 1748 | 1749 | 1750 | ► | ►►

Weitere Ereignisse
Dieser Artikel behandelt das Musikjahr 1746.

## Ereignisse

### Johann Sebastian Bach
- Johann Sebastian Bach ist seit dem 30. Mai 1723 Thomaskantor und musikalischer Leiter der Thomaskirche in Leipzig. Von 1729 bis ins Jahr 1741, vielleicht sogar bis 1746, hat er außerdem die Leitung des 1701 von Georg Philipp Telemann gegründeten Collegium musicum inne. Die Konzerte finden ein- bis zweimal pro Woche im Zimmermannischen Caffee-Hauß (1943 kriegszerstört) oder im dazugehörigen Garten statt.
- In den 1740er Jahren zieht sich Bach – mit wenigen Ausnahmen – von Neukompositionen für die Kirche zurück. Neben Auftragsarbeiten für weltliche Anlässe konzentriert er sich ganz auf umfangreiche Werke für das Cembalo. Auch verschlechtert sich sein Augenlicht immer mehr.
- Bach hat einen ausgezeichneten Ruf als Orgelgutachter. Bei zahlreichen Orgel-Neu- und -umbauten wird er hinzugezogen: so auch 1746 in Zschortau zur Begutachtung der Orgel von Johann Scheibe in der Nikolaikirche Zschortau und in Naumburg zur Begutachtung der Orgel von Zacharias Hildebrandt in der Wenzelskirche.
- Johann Sebastian Bach wird von dem Maler Elias Gottlob Haussmann erstmals porträtiert. Eine zweite Fassung des Bildes malt Haussmann im Jahr 1748.

### Georg Friedrich Händel
- Georg Friedrich Händel wohnt seit Juli/August 1723 in London in der 25 Brook Street und bewohnt hier bis zu seinem Tod im Jahr 1759 zwei Stockwerke. Nahezu alle Werke, die seit 1723 entstehen, werden in diesem Haus komponiert. Auch die Vorbereitungen der Aufführungen finden oft im Händelschen Dining Room statt.
- Händel komponiert von 1743 bis 1752 eine durchgehende Reihe von ein bis zwei neuen Oratorien pro Saison, die meisten davon zu Themen aus dem Alten Testament. Noch etliche Zeit versuchen Adelskreise Händel zu Fall zu bringen. „Die ganze Operngesellschaft ist in Rage über Händel“, notiert eine Zeitgenossin. Anders als zu Zeiten der Adelsoper hat er zwar als Oratorienkomponist keine Konkurrenz, aber seine Gegner veranstalten an den Abenden seiner Aufführungen Bälle und Bankette, um ihm zu schaden.
- 14. Februar: An Occasional Oratorio, ein Oratorium von Georg Friedrich Händel, welches auf einem Libretto von Newburgh Hamilton nach einer Dichtung von John Milton und Edmund Spenser basiert, wird in London im Theatre Royal, Covent Garden uraufgeführt.

### Domenico Scarlatti
- Domenico Scarlatti ist der portugiesischen Prinzessin Maria Bárbara de Bragança, die er am Hofe des frommen und verschwendungssüchtigen Königs Johann V. in Lissabon kennengelernt und als Musiklehrer unterrichtet hatte, nach deren Heirat mit dem spanischen Thronfolger Don Fernando von Asturien (ab 1746 König Ferdinand VI.) nach Spanien gefolgt. Von Oktober 1730 bis 16. Mai 1733 war die Alcázares Reales in Sevilla seine feste Residenz und Wirkungsstätte. Danach zieht der Hof nach Norden in die Umgebung von Madrid, wo er je nach Jahreszeit abwechselnd in den Schlössern Buen Retiro, El Pardo, Aranjuez, La Granja und El Escorial weilt. Scarlatti steht vermutlich weiterhin in den „privaten“ Diensten von Maria Bárbara und scheint sich praktisch ausschließlich dem Cembalo und der Komposition seiner Sonaten zu widmen.
- Spätestens seit 1742 ist Scarlatti mit seiner zweiten aus Cádiz stammenden Frau Anastasia Ximénez verheiratet.

### Georg Philipp Telemann
- Georg Philipp Telemann ist seit 1721 Cantor Johannei und Director Musices der Stadt Hamburg, eines der angesehensten musikalischen Ämter Deutschlands. In diesem Amt verpflichtet sich Telemann zur Komposition von zwei Kantaten wöchentlich und einer Passion pro Jahr, in späteren Jahren greift er allerdings bei seinen Kantaten auf frühere Werke zurück. Daneben komponiert er zahlreiche Musiken für private und öffentliche Anlässe, etwa für Gedenktage und Hochzeiten.
- Telemanns 1672 geborener Bruder Heinrich Matthias Telemann stirbt 1746 als evangelisch-lutherischer Pastor in Wormstedt bei Apolda.

### Weitere biografische Ereignisse

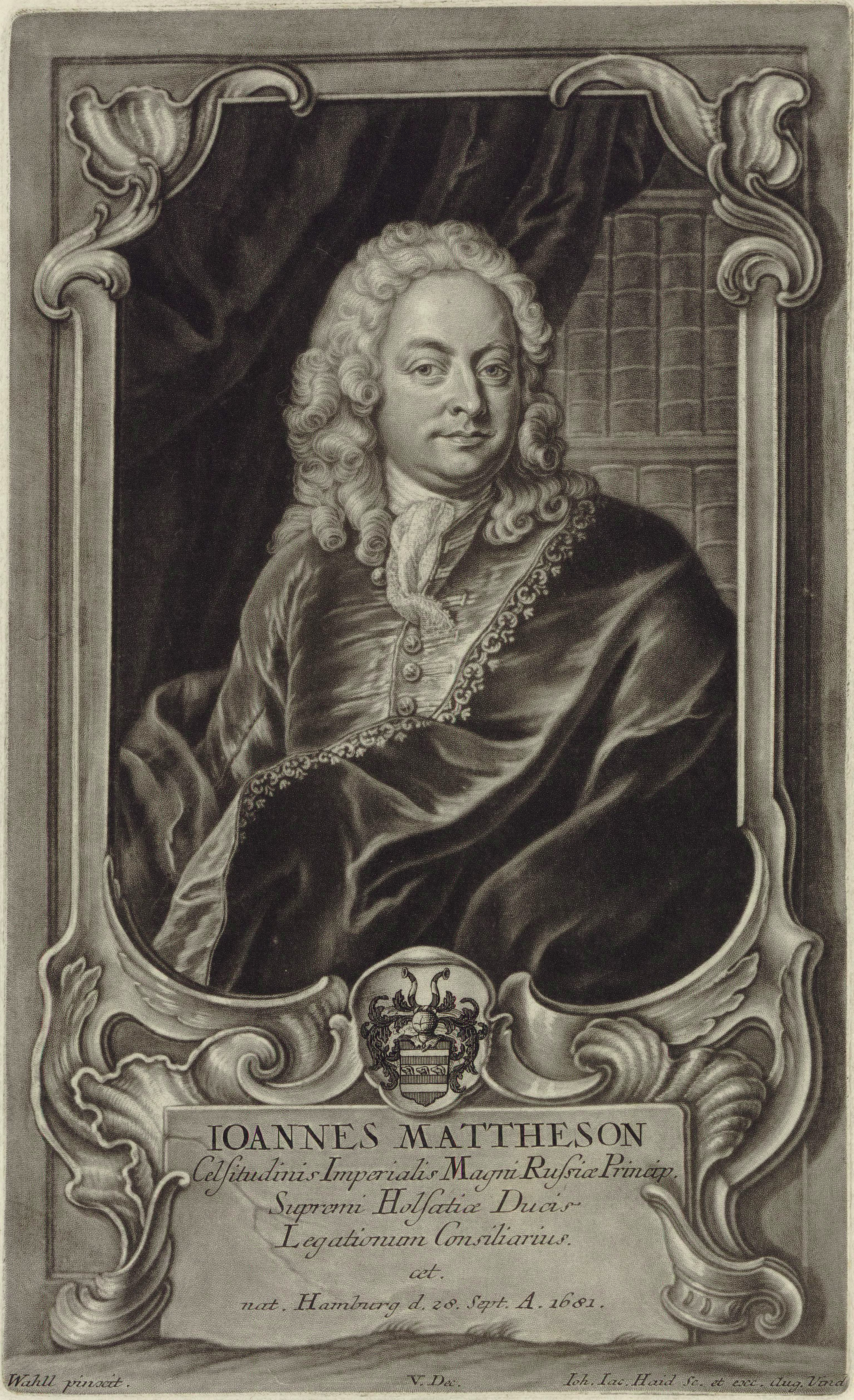
Johann Mattheson (Kupferstich von Johann Jacob Haid 1746 nach Johann Salomon Wahl)

- Giuseppe Matteo Alberti, der seit 1705 Mitglied der Accademia Filarmonica in Bologna ist, wird zum sechsten Mal zum Vorsitzenden (principe) der Accademia Filarmonica berufen.
- Carl Philipp Emanuel Bach steigt in Berlin zum Kammermusikus im Dienst Friedrichs II. auf.
- Wilhelm Friedemann Bach wird im April Musikdirektor und Organist an der Marienkirche in Halle (Saale).
- Farinelli, der seit 1737 in Spanien weilt und neun Jahre lang ausschließlich für den unter schweren Depressionen leidenden König Philipp V. gesungen hat, wird nach dessen Tod 1746 von Königin Maria Barbara de Bragança, einer leidenschaftlichen Opernliebhaberin, zum Leiter der italienischen Oper ernannt. In dieser Funktion wird Farinelli in den folgenden Jahren die bedeutendsten Sänger Italiens nach Madrid einladen.
- Christoph Willibald Gluck macht bei seinen Reisen durch Europa zusammen mit Georg Christian von Lobkowitz Station in London. Dort wird am 7. Januar seine Oper Caduta de’ giganti, am 4. März seine Oper Artamene aufgeführt, die jedoch beide wenig Erfolg haben. Im selben Jahr werden in London sechs Triosonaten von Gluck gedruckt, die er wahrscheinlich schon in Italien geschrieben hat.
- Der Maler und Kupferstecher Johann Jacob Haid fertigt einen Kupferstich des Komponisten und Musiktheoretikers Johann Mattheson.
- Unico Wilhelm van Wassenaer ist 1746 als Botschafter in Köln tätig.
- Johann Gotthilf Ziegler bewirbt sich in Halle um die Nachfolge des verstorbenen Gottfried Kirchhoff als Musikdirektor und Organist der Marktkirche, allerdings erhält Wilhelm Friedemann Bach den Zuschlag für dieses Amt.

### Uraufführungen

#### Bühnenwerke

##### Oper
- 01. Januar: Das Libretto La pace fra la virtù e la bellezza von Liborati nach Pietro Metastasio wird in der Vertonung von Andrea Adolfati im Teatro di Corte in Modena uraufgeführt.
- 07. Januar: Die Oper La caduta de’ Giganti von Christoph Willibald Gluck auf ein Libretto von Francesco Vanneschi hat Uraufführung im Haymarket Theatre in London (fünf Arien und ein Duett sind erhalten).
- 07. Januar: Die Oper Adriano in Siria von Carl Heinrich Graun mit dem Libretto von Pietro Metastasio wird im Königlichen Schauspielhaus in Berlin uraufgeführt.
- 08. Januar: Die Oper Bajazette von Gioacchino Cocchi auf das Libretto von Agostino Piovene wird in Rom im Teatro delle Dame erstmals aufgeführt.
- 17. Januar: Die Oper Demofoonte, re di Tracia von Carl Heinrich Graun auf das Libretto von Pietro Metastasio wird in der Königlichen Hofoper in Berlin erstmals aufgeführt.
- Um den 22. Januar: Andrea Adolfatis gemeinsam mit Giuseppe Maria Buini komponiertes Dramma per musica Armida abbandonata auf das Libretto von Francesco Silvani hat in Venedig im Teatro San Moisè Uraufführung.
- 28. Januar: Uraufführung der Oper Artaserse von Girolamo Abos auf das Libretto von Pietro Metastasio im Teatro San Giovanno Crisostomo in Venedig.
- 06. Februar: Die Uraufführung der Oper Cajo Mario von Niccolò Jommelli auf ein Libretto von Gaetano Roccaforte findet in Rom im Teatro Argentina statt.
- Karneval: Gioacchino Cocchis Intermezzi per musica L’ipocondriaco risanato wird in Rom im Teatro Valle uraufgeführt.
- 04. März: Christoph Willibald Glucks Oper Artamene auf das Libretto von Francesco Vanneschi wird im Haymarket Theatre in London uraufgeführt (sechs Arien sind erhalten).
- 29. Mai: Die scherzhaft „dramma per musica“ genannte Kinderoper Lo starnuto d’Ercole von Johann Adolph Hasse und Andrea Adolfati auf ein Libretto von Pier Jacopo Martello wird in Venedig zur Eröffnung des Teatro di San Girolamo mit Marionetten aufgeführt. Die Rezitative, Chöre und sechs Arien stammen von Andrea Adolfati.
- 04. Oktober: Scylla et Glaucus, die einzige Oper von Jean-Marie Leclair, wird an der Académie royale de musique in Paris uraufgeführt. In dieser Saison kommt sie auf 17 Aufführungen. Das Libretto basiert auf Ovids Metamorphosen.
- 12. November: Niccolò Jommellis Oper Tito Manlio (zweite Fassung) auf das Libretto von Jacopo Antonio Sanvitale nach Matteo Noris hat in Venedig im Teatro San Giovanni Grisostomo Uraufführung.
- Winter: Die Commedia per musica I due fratelli beffati von Gioacchino Cocchi auf ein Libretto von Eugenio Pigrugispano hat im Teatro Nuovo in Neapel Uraufführung. Cocchis Frau, die florentinische Sopranistin Elisabetta Giani, wirkt in der Oper mit.
- Thomas Arne – Neptune and Amphitrite
- Matteo Capranica – Alcibiade
- Carl Heinrich Graun – Cajo Fabricio

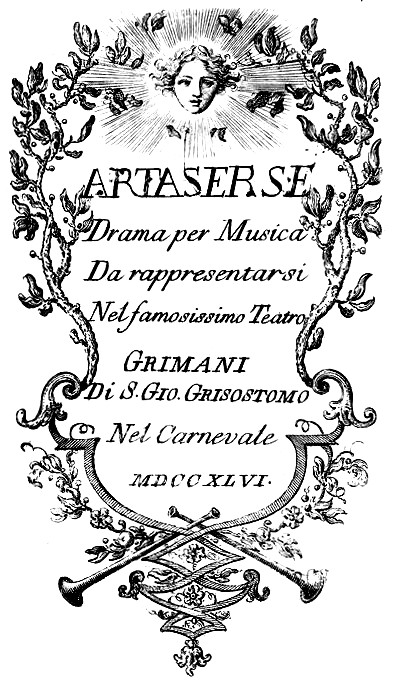
Girolamo Abos – Artaserse – Titelseite des Librettos – Venedig 1746
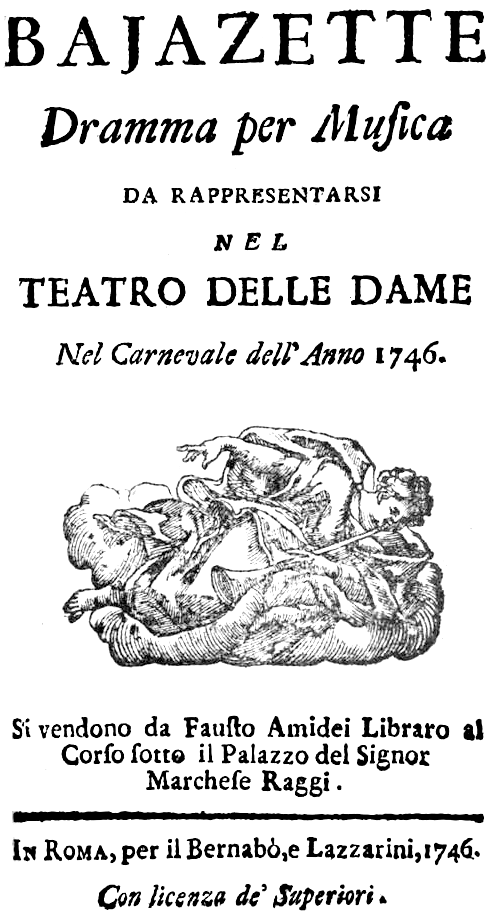
Gioacchino Cocchi – Bajazette – Titelseite des Librettos – Rom 1746
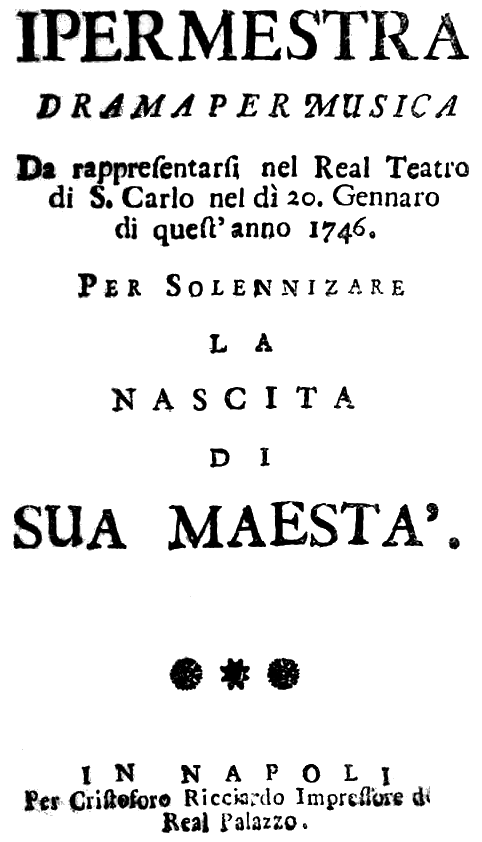
Johann Adolph Hasse – Ipermestra – Titelseite des Librettos – Neapel 1746
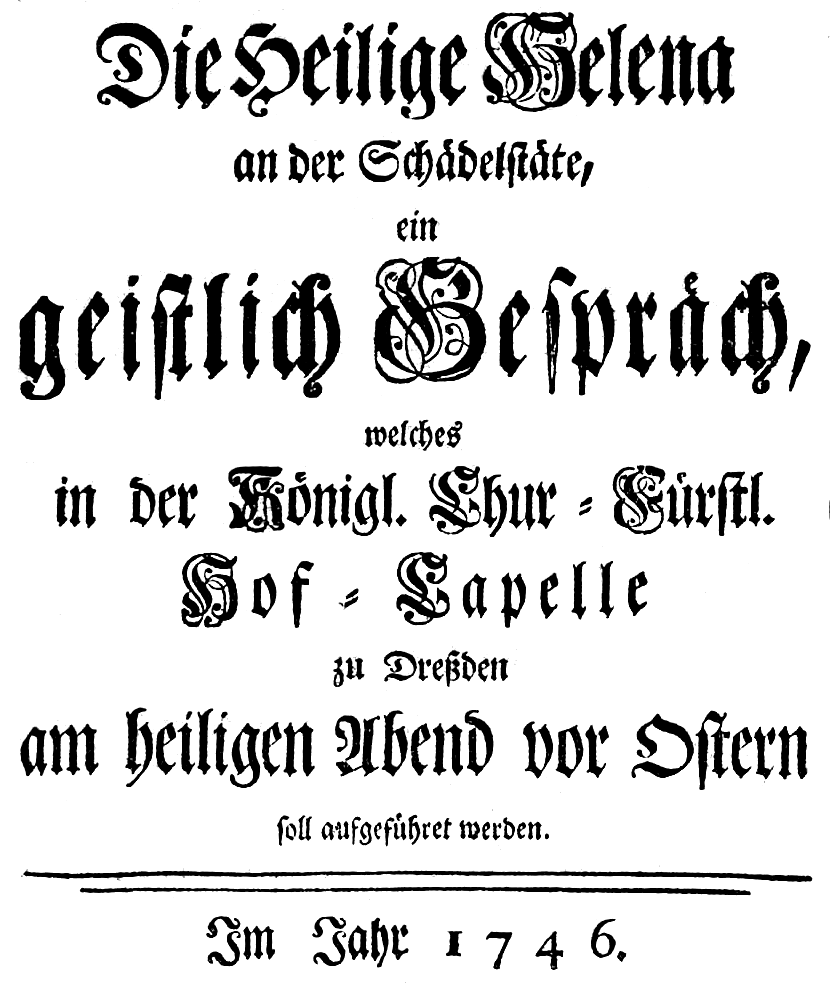
Johann Adolph Hasse – Sant’Elena al Calvario – deutsche Titelseite des Librettos – Dresden 1746
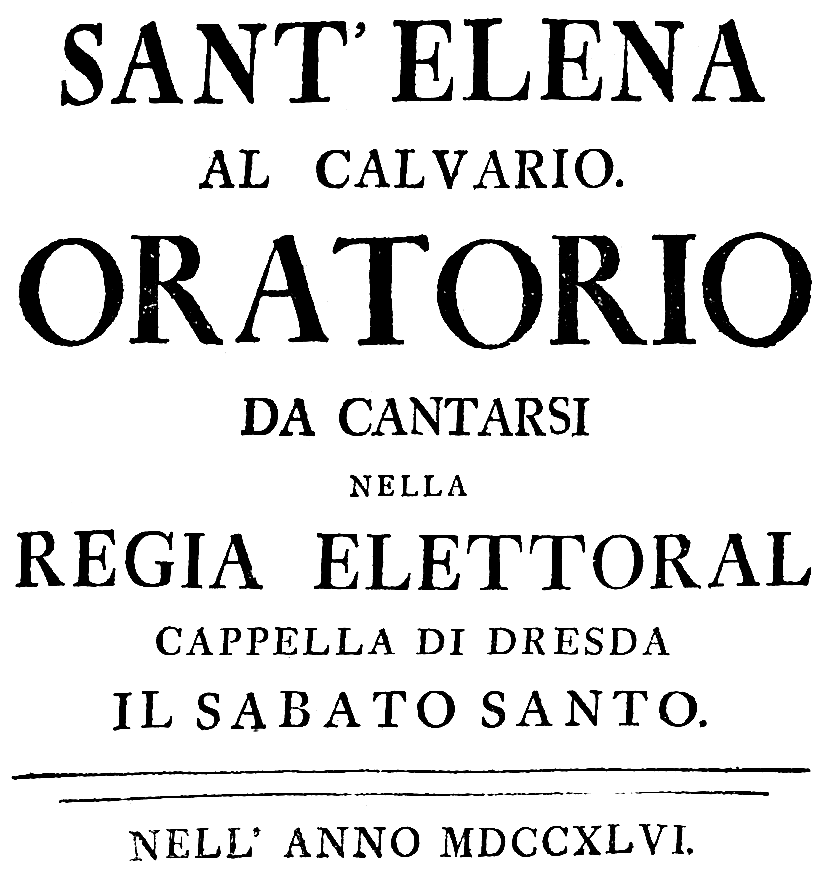
Johann Adolph Hasse – Sant’Elena al Calvario – italienische Titelseite des Librettos – Dresden 1746
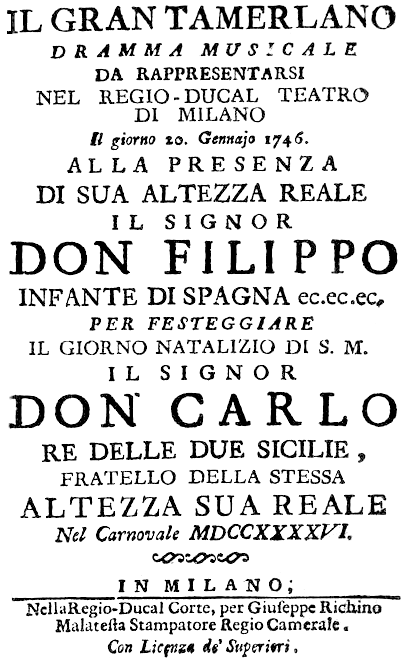
Giovanni Battista Lampugnani – Il gran Tamerlano – Titelseite des Librettos – Mailand 1746
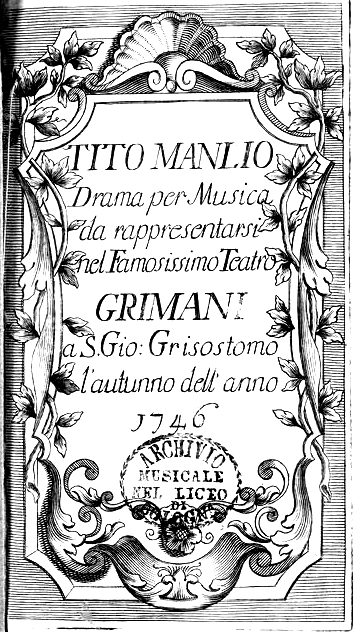
Niccolò Jommelli – Tito Manlio – Titelseite des Librettos – Venedig 1746

##### Oratorium
- 14. Februar: An Occasional Oratorio, ein Oratorium von Georg Friedrich Händel, welches auf einem Libretto von Newburgh Hamilton nach einer Dichtung von John Milton und Edmund Spenser basiert, wird in London im Theatre Royal, Covent Garden uraufgeführt.
- 09. April: Johann Adolph Hasses Oratorium in zwei Teilen Die Heilige Helena an der Schädelstäte mit dem Libretto von Pietro Metastasio wird in der Hofkapelle in Dresden uraufgeführt.

#### Konzerte
- Francesco Geminiani – 6 Concerti grossi, op. 7

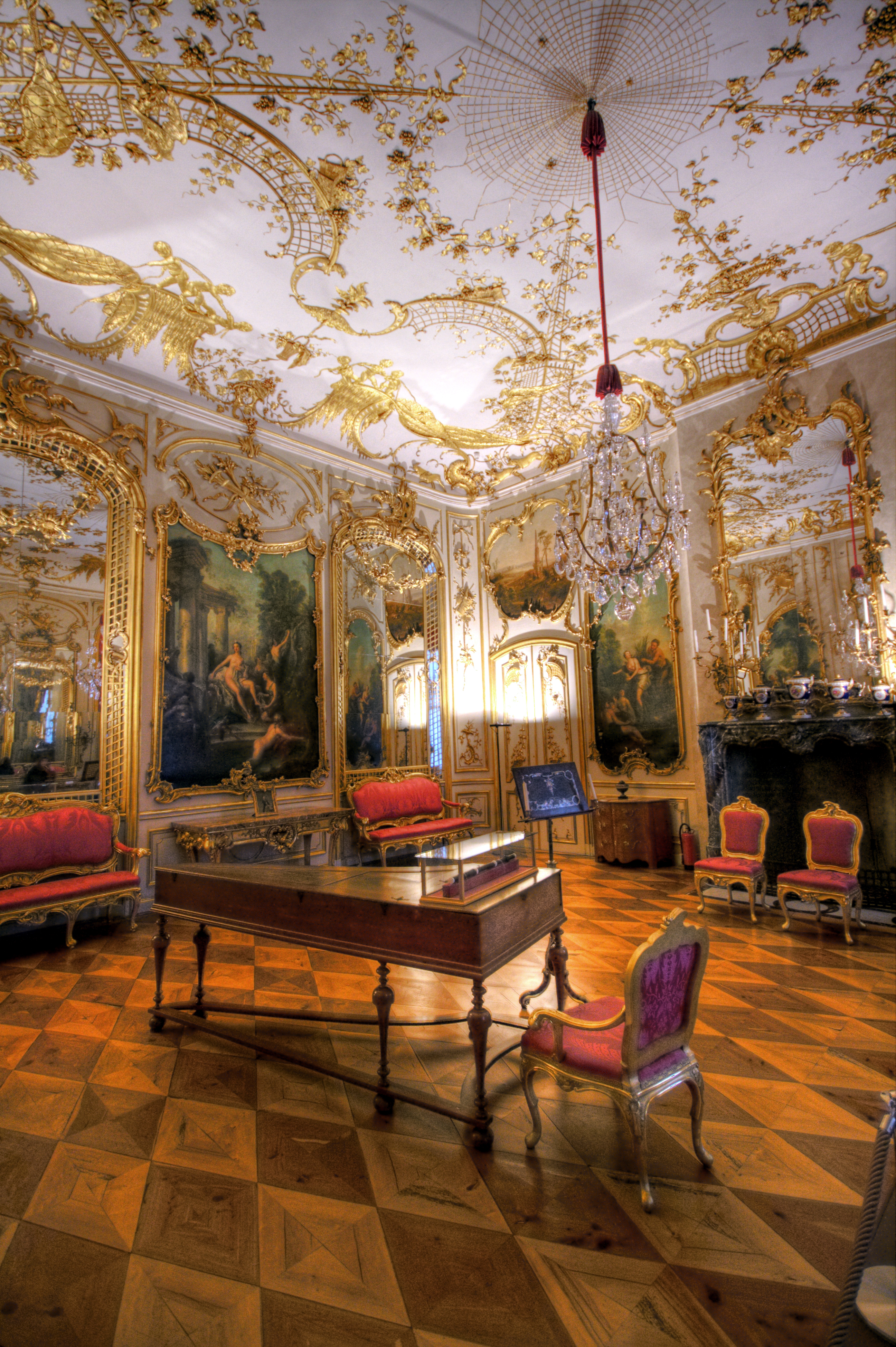
Von der großen Anzahl an Hammerflügeln, die Gottfried Silbermann angefertigt hat, sind nur drei erhalten. Einer befindet sich im Konzertsaal von Schloss Sanssouci (Freiberg, 1746).

#### Kammermusik
- Christoph Willibald Gluck – 6 Triosonaten (Wq. 53, London)

#### Laute
- Rudolf Straube (1717–1785) – 2 Lautensonaten

#### Viola da gamba
- Carl Philipp Emanuel Bach – Viola da Gamba Sonate in D-Dur (H.559)

#### Violine
- Giuseppe Tartini – 3 Violin Concertos, Buch 1

#### Violoncello
- Francesco Geminiani – 6 Sonaten für Violoncello und B. c., op. 5/II (Paris)

### Tastenmusik

#### Cembalo
- Carl Philipp Emanuel Bach
  - Cembalokonzert in A-Dur (H.422)
  - Cembalokonzert in C-Dur (H.423)
- Giovanni Benedetto Platti – 6 Cembalosonaten, op. 4 (Nürnberg)
- Joseph-Nicolas-Pancrace Royer – Pièces de clavecin

### Vokalmusik

#### Geistlich
- Christoph Graupner – Ach Herr, mich armen Sünder (GWV 1152/46)

#### Weltlich
- Thomas Arne – Lyric Harmony, Vol. ii
- Johann Sebastian Bach – Kanon zu sechs Stimmen (BWV 1076)
- Joseph-Nicolas-Pancrace Royer – Ode à la Fortune (Libretto von Jean-Baptiste Rousseau, Uraufführung im Dezember 1746 in Paris beim Concert spirituel)

### Populärmusik
- Burke Thumoth – 12 English and 12 Irish Airs with Variations (London)

### Lehrwerke
- Anonym – The Compleat Tutor for the French Horn (London)
- William Tans'ur – A New Musical Grammar

### Instrumentenbau

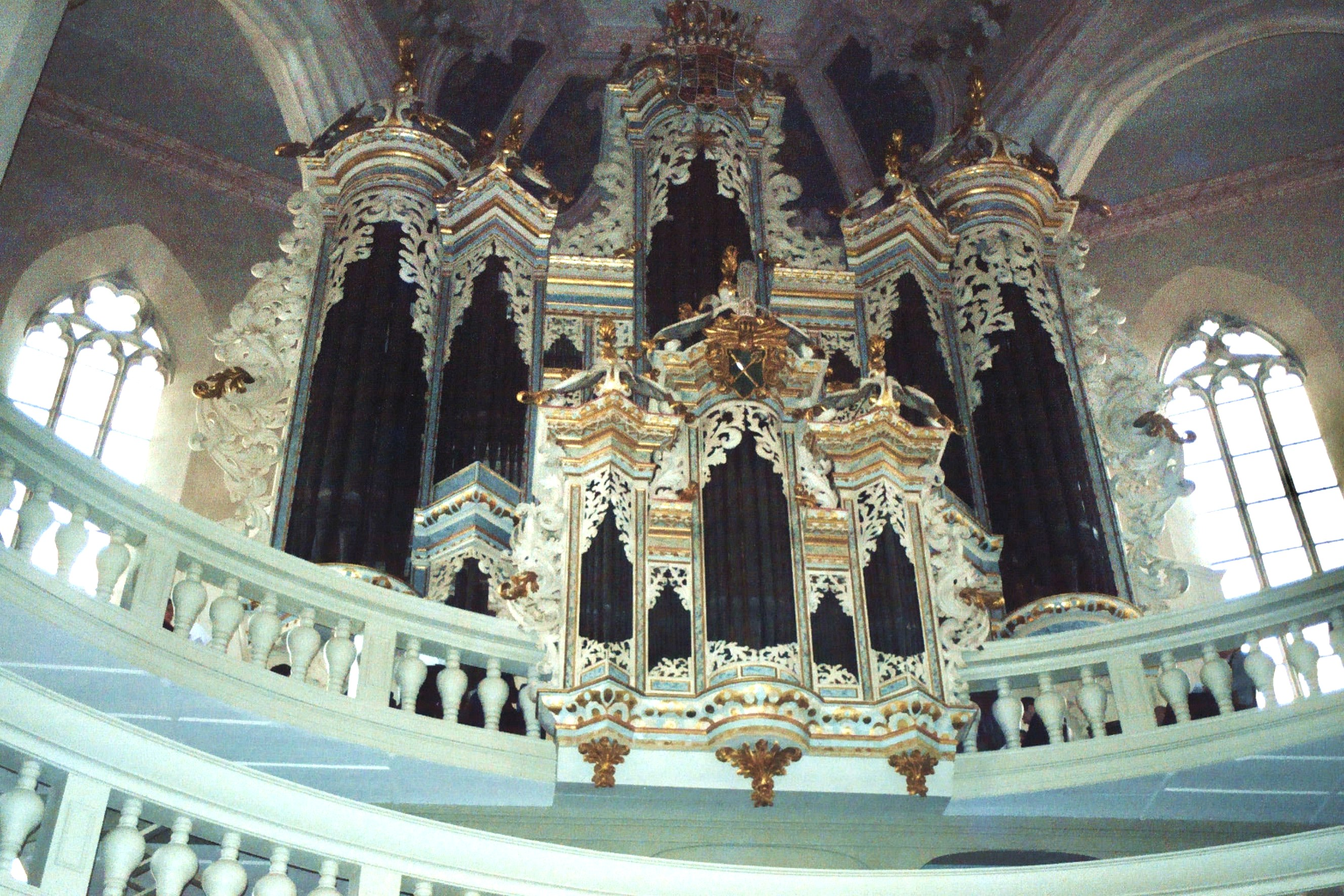
Orgel von Zacharias Hildebrandt in der Kirche St. Wenzel in Naumburg (Saale)
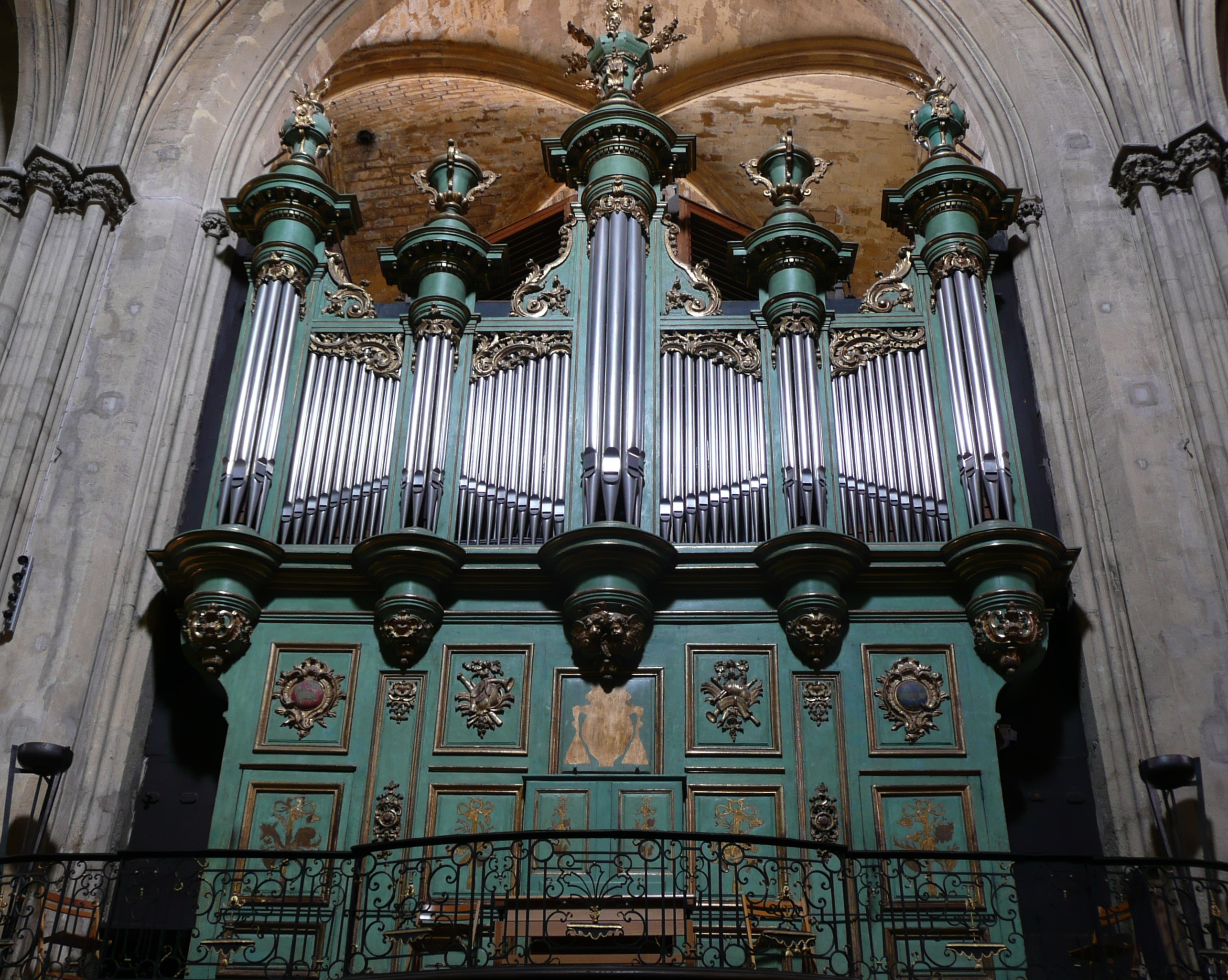
1746 fertiggestellte Orgel in der Kathedrale Saint-Sauveur in Aix-en-Provence
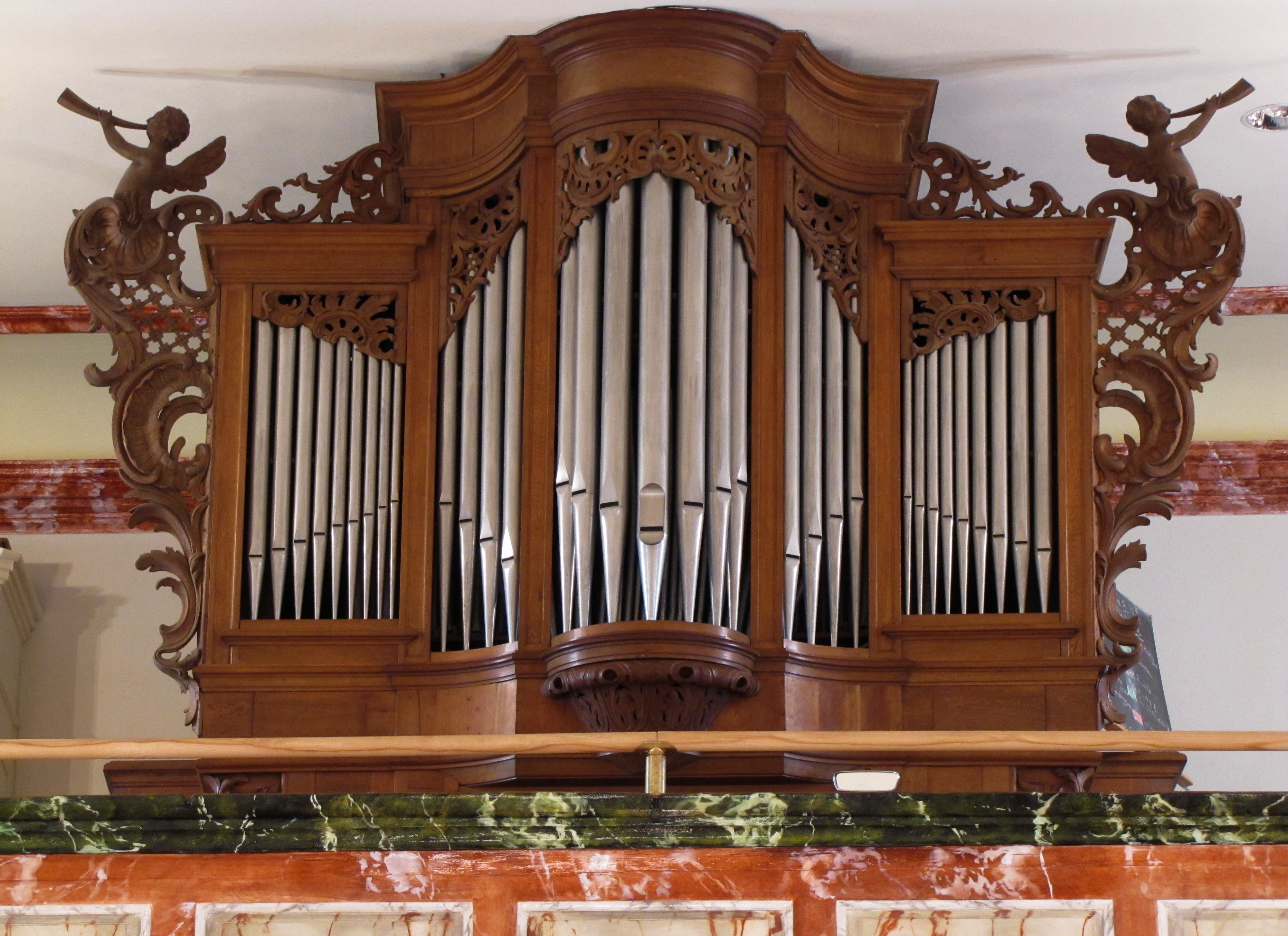
1746 fertiggestellte Orgel in der Kirche Saint-Pancrace in Griesheim-sur-Souffel
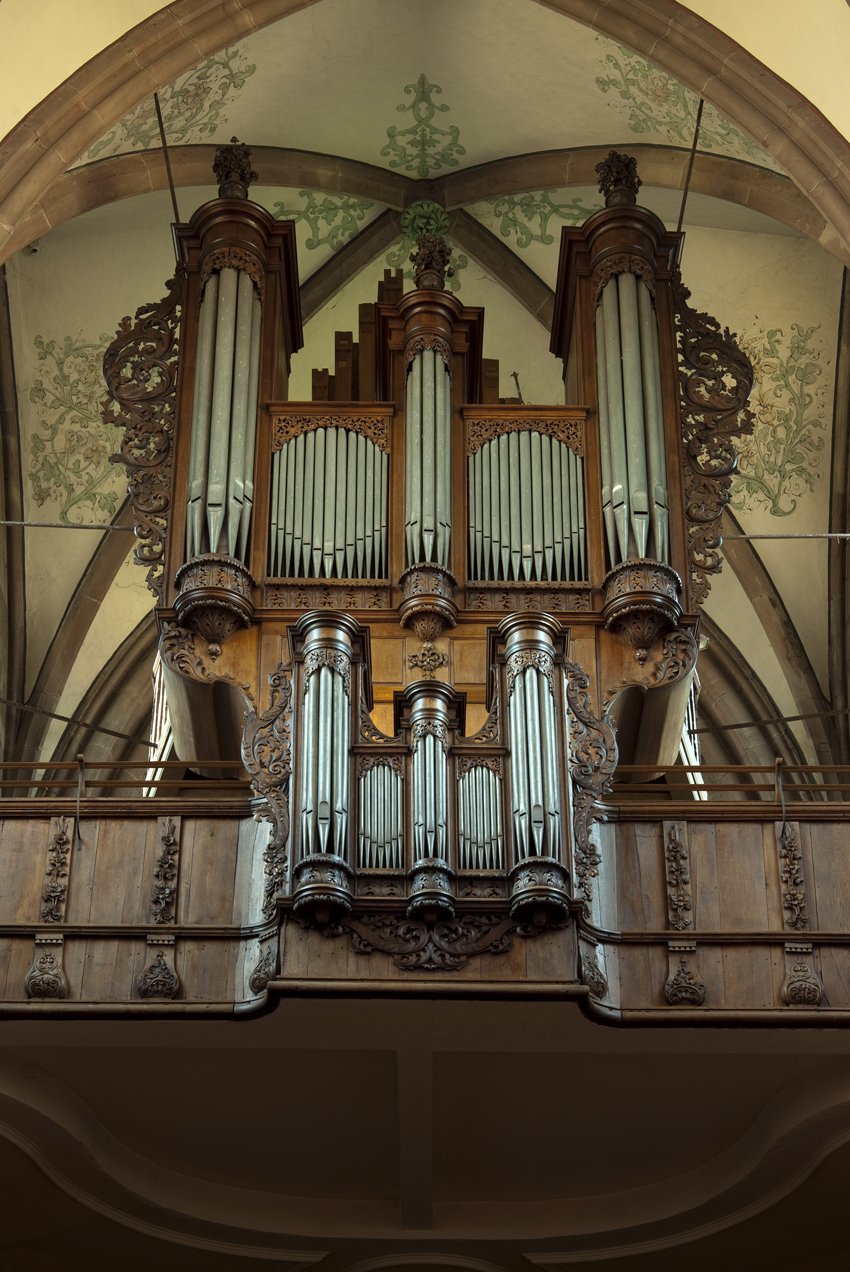
1746 fertiggestellte Orgel in der Abteikirche in Marmoutier

- Zacharias Hildebrandt vollendet nach dreijähriger Bauzeit (1743–1746) seine größte Orgel mit 53 Registern. Sie befindet sich in der Stadtkirche St. Wenzel in Naumburg (Saale). Am 27. September 1746 erfolgt nach viertägiger Prüfung die gemeinsame Abnahmeprüfung durch Gottfried Silbermann und Johann Sebastian Bach. Für die Disposition hatte Hildebrandt auf Ratschläge von Bach zurückgegriffen.
- Zwischen den Orgelbauern Gottfried Silbermann und Zacharias Hildebrandt kommt es spätestens 1746 zu einer Aussöhnung in einem langanhaltenden Streit. Silbermann, der im Jahr 1713 Zacharias Hildebrandt als Lehrling aufgenommen hatte, obwohl dieser kein Lehrgeld zahlen konnte, hatte Hildebrandt vertraglich dazu verpflichtet, nach der Ausbildung „in Sachßen und Elsaß in keinerley Wege, ihm [= Silbermann] zum Nachtheil, etwas zu arbeiten“. Als Hildebrandt sich nicht an die Vereinbarung hielt, entbrannte zwischen den Konkurrenten zu Beginn der 1720er Jahre ein langer Rechtsstreit. Kurfürst Friedrich August I. (August der Starke) entschied 1724, dass Hildebrandt nur diejenigen Aufträge übernehmen dürfe, die Silbermann zuvor abgelehnt hatte.

## Geboren

### Geburtsdatum gesichert
- 11. Januar: František Adam Míča, böhmischer Komponist († 1811)
- 13. Februar: Giuseppe Cambini, italienischer Komponist und Violinist († 1818 oder 1825)
- 20. Februar: Elisabeth Augusta Wendling, deutsche Opernsängerin († 1786)
- 19. Mai: Johann Friedrich Peter, US-amerikanischer Komponist († 1813)
- 21. Mai: Mademoiselle Durancy, französische Schauspielerin und Opernsängerin († 1780)
- 26. Mai: Johann Friedrich Doles der Jüngere, deutscher Komponist und Rechtsanwalt († 1796)
- 02. Juni (getauft): Wilhelm Cramer, deutscher Violinist und Dirigent († 1799)
- 03. Juni: James Hook, englischer Komponist und Organist († 1827)
- 02. Juli: Hardenack Otto Conrad Zinck, deutscher Kammermusiker, Komponist, Musikerzieher und Schriftsteller († 1832)
- 07. Juli: Ludovit Václav Lachnit, böhmischer Hornist und Komponist († 1820)
- 09. Juli: Franziska Lang, deutsche Soubrette, Tänzerin und Schauspielerin († 1800)
- 24. Juli: Christina Sophia Berwald, deutsche Sängerin († nach 1840)
- 10. August (getauft): Franz Thoma, deutscher Orgelbauer († 1817)
- 10. August: Johann Friedrich Wenthin, deutscher Orgelbauer († 1805)
- 21. August: Ignaz Umlauf, österreichischer Komponist, Bratschist und Kapellmeister († 1796)
- 03. September: Friedrich Wilhelm Gotter, deutscher Schriftsteller, Lyriker und Librettist († 1797)
- 28. September: Giovanni Punto, böhmischer Hornist, Violinist und Komponist († 1803)
- 29. September: Ernst Ludwig Gerber, deutscher Komponist und Autor († 1819)
- 04. Oktober: Domenico Corri, italienischer Komponist, Impresario, Musikverleger und Gesangslehrer († 1825)
- 07. Oktober: William Billings, US-amerikanischer Komponist († 1800)
- 15. November: Joseph Quesnel, kanadischer Komponist, Schriftsteller und Schauspieler († 1809)
- 19. Dezember: Maria Magdalena Keverich, Trierer Bürgerin, Mutter von Ludwig van Beethoven († 1787)
- 19. Dezember: Venanzio Rauzzini, italienischer Opernsänger (Sopran/Kastrat), Pianist, Komponist und Gesangspädagoge († 1810)

### Genaues Geburtsdatum unbekannt
- Marie-Emmanuelle Bayon Louis, französische Komponistin, Pianistin und Salonnière († 1825)

## Gestorben

### Todesdatum gesichert

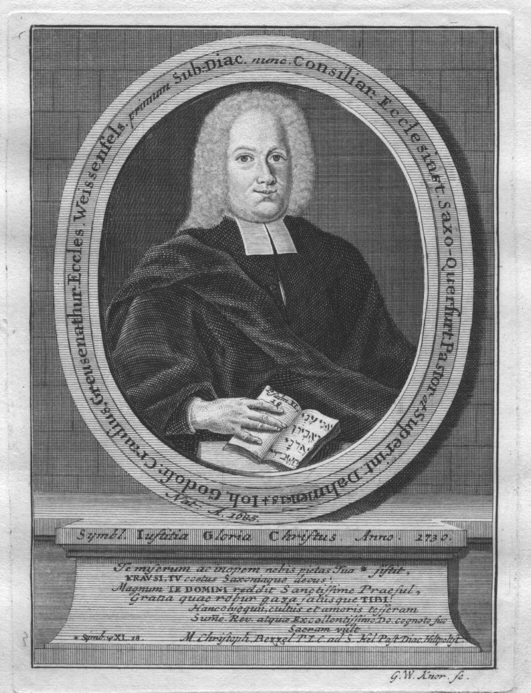
Johann Gottfried Krause
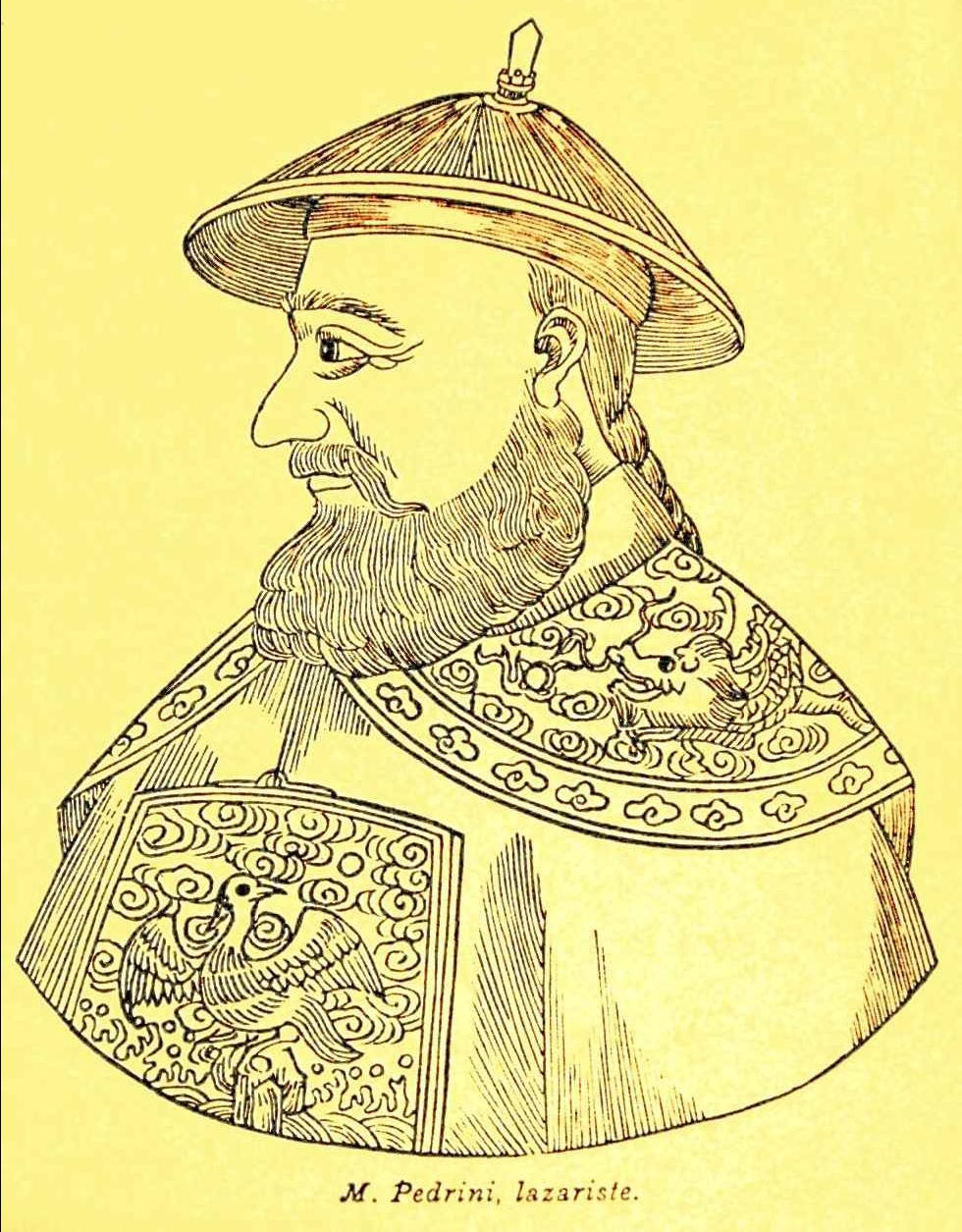
Teodorico Pedrini

- 18. Januar: Valeriano Pellegrini, italienischer Sopran-Kastrat und Opernsänger (* um 1663)
- 21. Januar: Gottfried Kirchhoff, deutscher Organist und Komponist (* 1685)
- 30. März: Jean-Joseph Fiocco, flämischer Komponist und Kapellmeister (* 1686)
- 15. April: Francisco Caporale, italienischer Komponist und Violoncellist (* um 1700)
- 04. Mai: Antonio Pollarolo, italienischer Organist und Komponist (* 1676)
- 13. Juni: Elias Hößler, deutscher Orgelbauer (* 1663)
- 08. August: Margherita de L’Épine, Sängerin (* zwischen 1680 und 1683)
- 27. August: Johann Caspar Ferdinand Fischer, deutscher Komponist und Musiker (* 1662)
- 25. September: Johann Gottfried Krause, deutscher Theologe und Kirchenlieddichter (* 1685)
- 14. Oktober: Domenico Alberti, venezianischer Sänger und Komponist (* um 1710)
- 06. Dezember: Grisell Baillie, schottische Aristokratin und Liedtexterin (* 1665)
- 10. Dezember: Teodorico Pedrini, italienischer Missionar, Cembalist und Komponist (* 1671)

### Gestorben um 1746
- Vittoria Tarquini, italienische Sängerin (* um 1670)